# Christopher Field
Christopher Field (1953 –) a Carnegie Institution of Washington (Stanfordi Carnegie Intézet) kutatója, a Carnegie Institution's Department of Global Ecology vezetője. Fő területe a globális ökológia kutatása. Műholdképeket, klímamodelleket, a levegő adatait használja tanulmányaihoz.
Kiszámolta, hogy a globális felmelegedés következtében átlagosan minden félfokos átlaghőmérséklet-emelkedés 3-5%-os terméshozam-csökkenést von maga után. Ezen kutatásában David Lobell-lel működött együtt. Az 1980 és 2002 közötti időszakot vizsgálták, amikor a globális átlaghőmérséklet 0,7 °C-kal emelkedett.